# 磁致伸缩

磁致伸缩

磁致伸缩效应（英語：magnetostrictive effect）指的是对软磁体进行磁化后，其形状、大小会发生变化的物理现象,该现象在19世纪中叶被人们发现。磁致伸缩现象具有各向异性。当长度为l的磁性材料在磁化方向上的长度变化为Δl时，磁致伸缩率可表示为：λ=Δl/l。由于磁致伸缩率一般在10−5以下，所以对磁致伸缩效应的应用远不如对压电效应的应用广泛。到20世纪60、70年代后，发现了伸缩率在10−3的超磁致伸缩材料。磁致伸缩效应才重新受到重视。